# Cedric the Entertainer
Cedric the Entertainer, pseudonimo di Cedric Antonio Kyles (Jefferson City, 24 aprile 1964), è un attore e comico statunitense.

## Biografia
Cedric è nato a Jefferson City, nel Missouri, da Rosetta, una maestra di scuola, e Kitrell Kyles, un impiegato delle ferrovie.
La sorella minore, Sharita Kyles Wilson, è un'istruttrice presso l'Università del Missouri in Columbia. È cresciuto a Caruthersville, Missouri, ma dopo la scuola media si trasferisce a Berkeley, nel Missouri.

## Carriera
Nel 1992, fece la sua prima apparizione televisiva in It's Showtime at the Apollo. Poco dopo, è comparso in HBO Def Comedy Jam e ComicView BET. Cedric è stato uno dei vincitori del Gran Premio del Miller Lite Comedy Search insieme al collega comico Bernie Mac. Nel 1994, Cedric ha anche vinto il Richard Pryor Comic of the Year Award dal BET.
Nel 1996, Cedric fa un salto di qualità, interpretando Cedric Jackie Robinson, l'amico di Steve Harvey, nella sua sitcom The Steve Harvey Show. La sua carriera di attore è cresciuta e ha cominciato a comparire in film, tra cui Il dottor Dolittle 2, La bottega del barbiere, La bottega del barbiere 2, New York Miami - La strada del rap, Tutta colpa di Sara, Arrivano i Johnson, Prima ti sposo poi ti rovino, L'uomo di casa, Lemony Snicket - Una serie di sfortunati eventi, Madagascar (prestando la voce a Maurice, l'Aye-aye) e Be Cool.
Cedric è stato oggetto di polemiche, quando interpretò il suo personaggio ne La bottega del barbiere, a proposito dei commenti su Martin Luther King e Rosa Parks. Sebbene fossero solo osservazioni personali del personaggio, che facevano parte del copione, lui non se n'è mai dissociato. Cedric, in seguito è apparso nel film La tela di Carlotta, prestando la voce a Golly l'oca. Mentre la sua carriera di attore cresceva, Cedric viaggiò per il paese come uno dei comici principali dello spettacolo Kings of Comedy, con Steve Harvey, DL Hughley e Bernie Mac. Lo spettacolo è stato successivamente trasformato in un film da Spike Lee intitolato The Original Kings of Comedy.
Nel marzo 2000 ha esordito come regista, in Chicago Pulaski Jones, autofinanziato e autoprodotto tramite la sua compagnia "Bird and Bear Entertainment", e avente come produttore Eric C. Rhone.
Nel mese di ottobre 2005 ha partecipato con la sua scuderia al campionato di corse automobilistiche Champ Car.
Cedric ha avuto un suo show di sketch, chiamato proprio "Cedric the Entertainer Presents", ma non ha mai preso piede ed è stato cancellato dopo una sola stagione. Dello spettacolo era prevista una seconda stagione, ma la Fox cancellò lo spettacolo prima della messa in onda. Cedric è successivamente apparso nel film del 2007 Code Name: The Cleaner: una commedia in cui interpreta Jake, un bidello con amnesia che era un agente segreto del governo sotto copertura, coinvolto in un traffico illegale di armi. Il film fu un flop al botteghino, incassando circa la metà del budget. Ha poi recitato nel 2008 nei film A casa con i miei e La notte non aspetta.
Cedric the Entertainer è stato l'ospite speciale della puntata di WWE Raw del 21 settembre 2009 a Little Rock, in Arkansas. Durante lo spettacolo, ha partecipato a un incontro di lotta, sconfiggendo Chavo Guerrero per schienamento. Durante il match, Cedric è stato aiutato da Dylan Postl, meglio conosciuto con il ring name di Hornswoggle.
Dal 2013 al 2014 ha condotto la versione syndication americana di Chi vuol essere milionario?.
Il 7 luglio 2008 è stato inserito nella Walk of Fame di Saint Louis. Nel 2018 è entrato nella Hollywood Walk of Fame.

## Vita privata
Cedric si è diplomato nel 1982 alla High School di Berkeley. Continua a rimanere in contatto con il suo liceo tramite la concessione di una borsa di studio annuale attraverso la sua "Cedric the Entertainer Charitable Foundation". È sposato con la costumista Lorna Wells; la coppia ha due figli, Croix (2000) e Lucky Rose (2003). Cedric ha anche una figlia più grande, Tiara (1990), avuta da una precedente relazione.

## Filmografia

### Attore

#### Cinema
- New York Miami - La strada del rap (Ride), regia di Millicent Shelton (1998)
- Big Mama (Big Momma's House), regia di Raja Gosnell (2000)
- The Original Kings of Comedy, regia di Spike Lee – documentario (2000)
- Venga il tuo regno (Kingdom Come), regia di Doug McHenry (2001)
- La bottega del barbiere (Barbershop), regia di Tim Story (2002)
- Tutta colpa di Sara (Serving Sara), regia di Reginald Hudlin (2002)
- Prima ti sposo poi ti rovino (Intolerable Cruelty), regia di Joel ed Ethan Coen (2003)
- La bottega del barbiere 2 (Barbershop 2: Back in Business), regia di Kevin Rodney Sullivan (2004)
- Arrivano i Johnson (Johnson Family Vacation), regia di Christopher Erskin (2004)
- Lemony Snicket - Una serie di sfortunati eventi (Lemony Snicket's A Series of Unfortunate Events), regia di Brad Silberling (2004)
- L'uomo di casa (Man of the House), regia di Stephen Herek (2005)
- Be Cool, regia di F. Gary Gray (2005)
- The Honeymooners, regia di John Schultz (2005)
- Nome in codice: Cleaner (Code Name: The Cleaner), regia di Les Mayfield (2007)
- Parla con me (Talk to Me), regia di Kasi Lemmons (2007)
- A casa con i miei (Welcome Home, Roscoe Jenkins), regia di Malcolm D. Lee (2008)
- La notte non aspetta (Street Kings), regia di David Ayer (2008)
- Cadillac Records, regia di Darnell Martin (2008)
- L'amore all'improvviso - Larry Crowne (Larry Crowne), regia di Tom Hanks (2011)
- Grassroots, regia di Stephen Gyllenhaal (2012)
- Ghost Movie (A Haunted House), regia di Michael Tiddes (2013)
- Ghost Movie 2 - Questa volta è guerra (A Haunted House 2), regia di Michael Tiddes (2014)
- Top Five, regia di Chris Rock (2014)
- Proprio lui? (Why Him?), regia di John Hamburg (2016)
- La bottega del barbiere 3 (Barbershop: The Next Cut), regia di Malcolm D. Lee (2016)
- First Reformed - La creazione a rischio (First Reformed), regia di Paul Schrader (2017)
- Il colore della libertà (Son of the South), regia di Barry Alexander Brown (2021)
- Unfrosted - Storia di uno snack americano (Unfrosted), regia di Jerry Seinfeld (2024)

#### Televisione
- The Steve Harvey Show – serie TV, 122 episodi (1996-2002)
- Hot in Cleveland - serie TV, 1 episodio (2011)
- 2 Broke Girls - serie TV, 1 episodio (2012)
- The Soul Man – serie TV (2012-2016)
- The Neighborhood – serie TV (2018-in corso)

### Doppiatore
- La famiglia Proud (The Proud Family) – serie animata, 14 episodi (2001-2005)
- Il dottor Dolittle 2 (2002)
- L'era glaciale (Ice Age), regia di Chris Wedge e Carlos Saldanha (2002)
- Madagascar, regia di Eric Darnell e Tom McGrath (2005)
- La tela di Carlotta (Charlotte's Web), regia di Gary Winick (2006)
- Madagascar 2 (Madagascar: Escape 2 Africa), regia di Eric Darnell e Tom McGrath (2008)
- Buon Natale, Madagascar! (Merry Madagascar), regia di David Soren – cortometraggio (2009)
- Madagascar 3 - Ricercati in Europa (Madagascar 3: Europe's Most Wanted), regia di Eric Darnell (2012)
- Planes, regia di Klay Hall (2013)
- Planes 2 - Missione antincendio (2014)

### Regista
- Chicago Pulaski Jones (2000)

### Conduttore
- Chi vuol essere milionario? Versione statunitense (2013-2014)

## Doppiatori italiani
Nelle versioni in italiano delle opere in cui ha recitato, Cedric the Entertainer è stato doppiato da:
- Claudio Fattoretto in Lemony Snicket - Una serie di sfortunati eventi, La notte non aspetta, Cadillac Records
- Diego Reggente in La bottega del barbiere, La bottega del barbiere 2, Johnson Family Vacation
- Stefano Mondini in Prima ti sposo, poi ti rovino, First Reformed
- Roberto Draghetti in A casa con i miei, Hot in Cleveland, Proprio lui?
- Angelo Nicotra in Ghost Movie, Ghost Movie 2 - Questa volta è guerra
- Massimo Corvo in Be Cool, Parla con me, The Honeymooners
- Paolo Marchese in L'amore all'improvviso - Larry Crowne, Il colore della libertà
- Simone Mori in L'uomo di casa
- Francesco Pannofino in Tutta colpa di Sara
- Roberto Pedicini in Nome in codice: Cleaner
- Riccardo Polizzy Carbonelli in Top Five
- Edoardo Siravo ne La bottega del barbiere 3
- Alessandro Rossi in Outlaw Posse
- Luca Semeraro in The Neighborhood[3]
- Simone Leonardi in Unfrosted - Storia di uno snack americano

Da doppiatore è sostituito da:
- Roberto Draghetti in La tela di Carlotta, Madagascar, Madagascar 2, Buon Natale, Madagascar!, Madagascar 3 - Ricercati in Europa
- Stefano Mondini in Planes, Planes 2 - Missione antincendio
- Gerolamo Alchieri in L'era glaciale
- Claudio Fattoretto in La famiglia Proud